# پابلو آلوارز منندز
پابلو آلوارز منندز (اسپانیایی: Pablo Álvarez Menéndez‎؛ زادهٔ ۷ فوریهٔ ۱۹۸۵) بازیکن فوتبال اهل اروگوئه است.
از تیم‌هایی که در آن بازی کرده‌است می‌توان به ویسوا کراکوف، رجینا و باشگاه فوتبال ناسیونال اروگوئه اشاره کرد.

## تیم ملی
وی همچنین در تیم ملی فوتبال اروگوئه بازی کرده است.